# 12694 Шляєрмахер
12694 Шляєрмахер (12694 Schleiermacher) — астероїд головного поясу, відкритий 7 березня 1989 року.
Тіссеранів параметр щодо Юпітера — 3,175.